# Оскар (75-та церемонія вручення)
75-та церемонія вручення премії «Оскар» за заслуги в області кінематографа за 2002 рік відбулася 23 березня 2003 року в театрі «Кодак» (Голлівуд, Лос-Анджелес). Вів церемонію відомий актор-комік Стів Мартін. За п'ять днів до цього США офіційно оголосили війну Іраку і тому Академія пропонувала відкласти проведення церемонії. Зрештою вирішили не вносити змін у затверджений план, але відмовилися від традиційного урочистого проходження кінозірок червоною килимовою доріжкою.
Номінанти були оголошені 11 лютого 2003 року президентом Академії Френком Пірсоном та акторкою Марісою Томей.
Лідером за кількістю нагород (6) та номінацій (13) став мюзикл Роба Маршалла «Чикаго», а фільм Мартіна Скорсезе «Банди Нью-Йорка», маючи 10 номінацій, зрештою в жодній не переміг.
Для Меріл Стріп номінація Найкраща акторка другого плану за роль у фільмі «Адаптація» стала 13-ю у її кар'єрі, що побило попередній рекорд — 12 номінацій Кетрін Гепберн. В той час Джек Ніколсон з 12-ю на його рахунку номінацією («Найкращий актор» за роль у фільмі «Про Шмідта») став найбільш титулованим серед чоловіків.
Ще один рекордсмен — Едрієн Броді, за роль у фільмі «Піаніст», у віці 29 років він став наймолодшим переможцем в номінації «Найкращий актор».
Також вперше в історії на здобуття премії було номіновано неіснуючу людину: Чарлі Кауфман розділив номінацію за найкращий адаптований сценарій фільму «Адаптація» зі своїм братом-близнюком Дональдом, який насправді був одним із персонажів фільму і вигаданим співавтором.
Нагородою за внесок у кінематограф було відзначено Пітера О'Тула.
Трансляцію 75-ї церемонії вручення премії «Оскар» здійснювала американська телевізійна мережа ABC, церемонія тривала 3 години 30 хвилин і за нею слідкували 33 мільйони глядачів США.

## Фотогалерея

### Ведучий

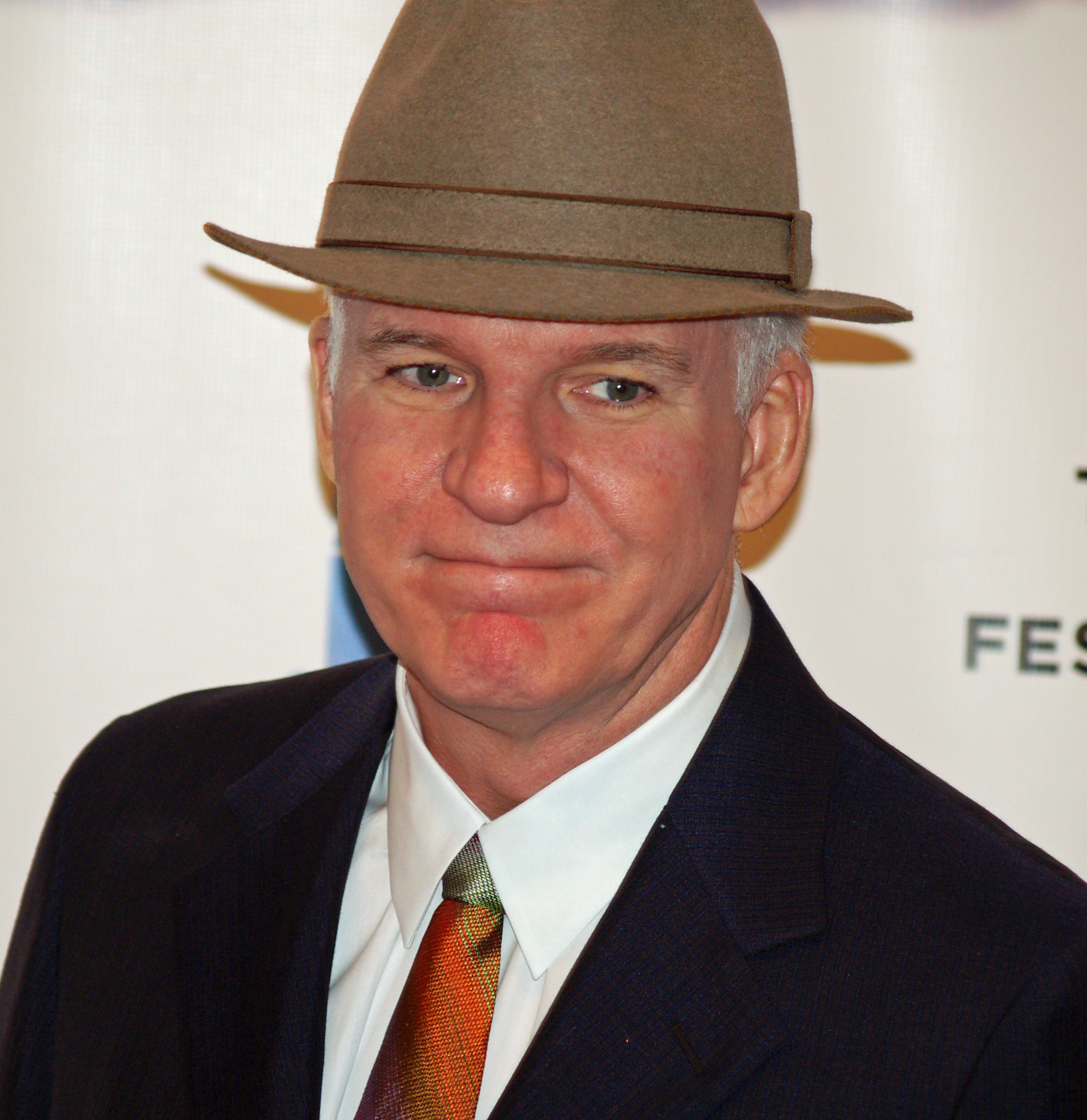
Стів Мартін

### Найкраща режисерська робота
| Лауреат                      | Номінанти |
| ---------------------------- | --- |
| - Роман Полянський «Піаніст» | - Роб Маршалл «Чикаго» - Мартін Скорсезе «Банди Нью-Йорка» - Стівен Долдрі «Години» - Педро Альмодовар «Поговори з нею» |

### Найкраща чоловіча роль
| Лауреат                  | Номінанти |
| ------------------------ | --- |
| - Едрієн Броді «Піаніст» | - Ніколас Кейдж «Адаптація» - Майкл Кейн «Тихий американець» - Деніел Дей-Льюїс «Банди Нью-Йорка» - Джек Ніколсон «Про Шмідта» |

### Найкраща жіноча роль
| Лауреат                  | Номінанти                                                                                             |
| ------------------------ | --- |
| - Ніколь Кідман «Години» | - Сальма Хаєк «Фріда» - Даян Лейн «Невірна» - Джуліанн Мур «Далеко від раю» - Рене Зеллвегер «Чикаго» |

### Найкраща чоловіча роль другого плану
| Лауреат                  | Номінанти |
| ------------------------ | --- |
| - Кріс Купер «Адаптація» | - Ед Харріс «Години» - Пол Ньюман «Проклятий шлях» - Джон Рейлі «Чикаго» - Крістофер Вокен «Спіймай мене, якщо зможеш» |

### Найкраща жіноча роль другого плану
| Лауреат                      | Номінанти                                                                                          |
| ---------------------------- | -------------------------------------------------------------------------------------------------- |
| - Кетрін Зета-Джонс «Чикаго» | - Кеті Бейтс «Про Шмідта» - Джуліанн Мур «Години» - Квін Латіфа «Чикаго» - Меріл Стріп «Адаптація» |

### Особлива нагорода
| - Пітер О’Тул |

## Список лауреатів та номінантів
Кількість нагород / загальна кількість номінацій:
- 6/13: «Чикаго»
- 3/7: «Піаніст»
- 2/6: «Володар перснів: Дві вежі», «Фріда»
- 1/9: «Години»
- 1/6: «Проклятий шлях»
- 1/4: «Адаптація»
- 1/2: «Поговори з нею»

Номіновані фільми, які не отримали нагороди:
- 10: «Банди Нью-Йорка»
- 4: «Далеко від раю»
- 2: «Про Шмідта», «Спіймай мене, якщо зможеш», «Людина-павук»
- 1: «Тихий американець», «Невірна», «Моє велике грецьке весілля», «І твою маму теж», «Мій хлопчик», «Восьма миля», «Дика сімейка Тонберів», «Машина часу», «Особлива думка», «Зоряні війни. Епізод II. Атака клонів»

### Основні категорії
Переможці виділені окремим кольором.
| Категорії                                                                | Фотографії лауреатів                                                   | Лауреати і номінанти                              |
| ------------------------------------------------------------------------ | ---------------------------------------------------------------------- | ------------------------------------------------- |
| Найкращий фільм Нагороду вручали Майкл Дуглас і Кірк Дуглас              |                                                                        | • «Чикаго» — Мартін Річардс                       |
| Найкращий фільм Нагороду вручали Майкл Дуглас і Кірк Дуглас              | • «Банди Нью-Йорка» — Альберто Гримальді, Гарві Вайнштейн              |                                                   |
| Найкращий фільм Нагороду вручали Майкл Дуглас і Кірк Дуглас              | • «Години» — Скотт Рудін, Роберт Фокс                                  |                                                   |
| Найкращий фільм Нагороду вручали Майкл Дуглас і Кірк Дуглас              | • «Володар перснів: Дві вежі» — Пітер Джексон, Френ Велш, Баррі Осборн |                                                   |
| Найкращий фільм Нагороду вручали Майкл Дуглас і Кірк Дуглас              | • «Піаніст» — Роман Поланський, Ален Сард, Роберт Бенмусса             |                                                   |
| Найкраща режисерська робота Нагороду вручав Гаррісон Форд                |                                                                        | • Роман Полянський — «Піаніст»                    |
| Найкраща режисерська робота Нагороду вручав Гаррісон Форд                | • Роб Маршалл — «Чикаго»                                               |                                                   |
| Найкраща режисерська робота Нагороду вручав Гаррісон Форд                | • Мартін Скорсезе — «Банди Нью-Йорка»                                  |                                                   |
| Найкраща режисерська робота Нагороду вручав Гаррісон Форд                | • Стівен Долдрі — «Години»                                             |                                                   |
| Найкраща режисерська робота Нагороду вручав Гаррісон Форд                | • Педро Альмодовар — «Поговори з нею»                                  |                                                   |
| Найкраща чоловіча роль Нагороду вручала Геллі Беррі                      |                                                                        | • Едрієн Броді — «Піаніст»                        |
| Найкраща чоловіча роль Нагороду вручала Геллі Беррі                      | • Ніколас Кейдж — «Адаптація»                                          |                                                   |
| Найкраща чоловіча роль Нагороду вручала Геллі Беррі                      | • Майкл Кейн — «Тихий американець»                                     |                                                   |
| Найкраща чоловіча роль Нагороду вручала Геллі Беррі                      | • Деніел Дей-Льюїс — «Банди Нью-Йорка»                                 |                                                   |
| Найкраща чоловіча роль Нагороду вручала Геллі Беррі                      | • Джек Ніколсон — «Про Шмідта»                                         |                                                   |
| Найкраща жіноча роль Нагороду вручав Дензел Вашингтон                    |                                                                        | • Ніколь Кідман — «Години»                        |
| Найкраща жіноча роль Нагороду вручав Дензел Вашингтон                    | • Сальма Гаєк — «Фріда»                                                |                                                   |
| Найкраща жіноча роль Нагороду вручав Дензел Вашингтон                    | • Даян Лейн — «Невірна»                                                |                                                   |
| Найкраща жіноча роль Нагороду вручав Дензел Вашингтон                    | • Джуліанн Мур — «Далеко від раю»                                      |                                                   |
| Найкраща жіноча роль Нагороду вручав Дензел Вашингтон                    | • Рене Зеллвеґер — «Чикаго»                                            |                                                   |
| Найкраща чоловіча роль другого плану Нагороду вручала Дженніфер Коннеллі |                                                                        | • Кріс Купер — «Адаптація»                        |
| Найкраща чоловіча роль другого плану Нагороду вручала Дженніфер Коннеллі | • Ед Гарріс — «Години»                                                 |                                                   |
| Найкраща чоловіча роль другого плану Нагороду вручала Дженніфер Коннеллі | • Пол Ньюман — «Проклятий шлях»                                        |                                                   |
| Найкраща чоловіча роль другого плану Нагороду вручала Дженніфер Коннеллі | • Джон Рейлі — «Чикаго»                                                |                                                   |
| Найкраща чоловіча роль другого плану Нагороду вручала Дженніфер Коннеллі | • Крістофер Вокен — «Спіймай мене, якщо зможеш»                        |                                                   |
| Найкраща жіноча роль другого плану Нагороду вручав Шон Коннері           |                                                                        | • Кетрін Зета-Джонс — «Чикаго»                    |
| Найкраща жіноча роль другого плану Нагороду вручав Шон Коннері           | • Кеті Бейтс — «Про Шмідта»                                            |                                                   |
| Найкраща жіноча роль другого плану Нагороду вручав Шон Коннері           | • Джуліанн Мур — «Години»                                              |                                                   |
| Найкраща жіноча роль другого плану Нагороду вручав Шон Коннері           | • Квін Латіфа — «Чикаго»                                               |                                                   |
| Найкраща жіноча роль другого плану Нагороду вручав Шон Коннері           | • Меріл Стріп — «Адаптація»                                            |                                                   |
| Найкращий оригінальний сценарій Нагороду вручав Бен Аффлек               |                                                                        | • Педро Альмодовар — «Поговори з нею»             |
| Найкращий оригінальний сценарій Нагороду вручав Бен Аффлек               | • Тодд Гейнс — «Далеко від раю»                                        |                                                   |
| Найкращий оригінальний сценарій Нагороду вручав Бен Аффлек               | • Стівен Заіллян, Кеннет Лонерган, Джей Кокс — «Банди Нью-Йорка»       |                                                   |
| Найкращий оригінальний сценарій Нагороду вручав Бен Аффлек               | • Ніа Вардалос — «Моє велике грецьке весілля»                          |                                                   |
| Найкращий оригінальний сценарій Нагороду вручав Бен Аффлек               | • Альфонсо Куарон, Карлос Куарон — «І твою маму теж»                   |                                                   |
| Найкращий адаптований сценарій Нагороду вручала Марша Ґей Гарден         |                                                                        | • Рональд Гарвуд — «Піаніст»                      |
| Найкращий адаптований сценарій Нагороду вручала Марша Ґей Гарден         | • Пітер Геджес, Кріс Вайц, Пол Вайц — «Мій хлопчик»                    |                                                   |
| Найкращий адаптований сценарій Нагороду вручала Марша Ґей Гарден         | • Чарлі Кауфман, Дональд Кауфман — «Адаптація»                         |                                                   |
| Найкращий адаптований сценарій Нагороду вручала Марша Ґей Гарден         | • Біл Кондон — «Чикаго»                                                |                                                   |
| Найкращий адаптований сценарій Нагороду вручала Марша Ґей Гарден         | • Девід Гейр — «Години»                                                |                                                   |
| Найкращий анімаційний повнометражний фільм Нагороду вручала Камерон Діас |                                                                        | • «Віднесені примарами» — Міядзакі Хаяо           |
| Найкращий анімаційний повнометражний фільм Нагороду вручала Камерон Діас | • «Льодовиковий період» — Кріс Ведж                                    |                                                   |
| Найкращий анімаційний повнометражний фільм Нагороду вручала Камерон Діас | • «Ліло і Стіч» — Кріс Сандерс                                         |                                                   |
| Найкращий анімаційний повнометражний фільм Нагороду вручала Камерон Діас | • «Спірит: Душа прерій» — Джефрі Катценберг                            |                                                   |
| Найкращий анімаційний повнометражний фільм Нагороду вручала Камерон Діас | • «Планета скарбів» — Рон Клементс                                     |                                                   |
| Найкращий фільм іноземною мовою Нагороду вручала Сальма Гаєк             |                                                                        | • «Ніде в Африці» — Німеччина, реж. Кароліна Лінк |
| Найкращий фільм іноземною мовою Нагороду вручала Сальма Гаєк             | • «Злочин батька Амаро» — Мексика, реж. Карлос Каррера                 |                                                   |
| Найкращий фільм іноземною мовою Нагороду вручала Сальма Гаєк             | • «Герой» — Китай, реж. Чжан Їмоу                                      |                                                   |
| Найкращий фільм іноземною мовою Нагороду вручала Сальма Гаєк             | • «Людина без минулого» — Фінляндія, реж. Акі Каурісмякі               |                                                   |
| Найкращий фільм іноземною мовою Нагороду вручала Сальма Гаєк             | • «Зус та Зо — Нідерланди, реж. Паула ван дер Уст                      |                                                   |

### Інші категорії
| Категорії                                                                                     | Лауреати і номінанти                                                                                           |
| --------------------------------------------------------------------------------------------- | --- |
| Найкраща музика до фільму Нагороду вручала Рене Зеллвегер                                     | • «Фріда» — Елліот Голденталь                                                                                  |
| Найкраща музика до фільму Нагороду вручала Рене Зеллвегер                                     | • «Спіймай мене, якщо зможеш» — Джон Вільямс                                                                   |
| Найкраща музика до фільму Нагороду вручала Рене Зеллвегер                                     | • «Далеко від раю» — Елмер Бернстайн                                                                           |
| Найкраща музика до фільму Нагороду вручала Рене Зеллвегер                                     | • «Години» — Філіп Ґласс                                                                                       |
| Найкраща музика до фільму Нагороду вручала Рене Зеллвегер                                     | • «Проклятий шлях» — Томас Ньюман                                                                              |
| Найкраща пісня до фільму Нагороду вручала Барбара Стрейзанд                                   | • «Lose Yourself» — «Восьма миля» — музика та слова: Eminem , музика: Джефф Басс, Луїс Ресто                   |
| Найкраща пісня до фільму Нагороду вручала Барбара Стрейзанд                                   | • «Burn It Blue» — «Фріда» — музика: Елліот Голденталь, слова: Джулі Теймор                                    |
| Найкраща пісня до фільму Нагороду вручала Барбара Стрейзанд                                   | • «Father and Daughter» — «Дика сімейка Тонберів» — музика та слова: Пол Саймон                                |
| Найкраща пісня до фільму Нагороду вручала Барбара Стрейзанд                                   | • «The Hands That Built America» — «Банди Нью-Йорка» — музика та слова: Боно, Едж, Адам Клейтон, Ларрі Маллен  |
| Найкраща пісня до фільму Нагороду вручала Барбара Стрейзанд                                   | • «I Move On» — «Чикаго» — музика: Джон Кандер, слова: Фред Ебб                                                |
| Найкраща операторська робота Нагороду вручала Джулія Робертс                                  | • «Проклятий шлях» — Конрад Голл                                                                               |
| Найкраща операторська робота Нагороду вручала Джулія Робертс                                  | • «Чикаго» — Діон Бібі                                                                                         |
| Найкраща операторська робота Нагороду вручала Джулія Робертс                                  | • «Далеко від раю» — Едвард Лекмен                                                                             |
| Найкраща операторська робота Нагороду вручала Джулія Робертс                                  | • «Банди Нью-Йорка» — Міхаель Балльгаус                                                                        |
| Найкраща операторська робота Нагороду вручала Джулія Робертс                                  | • «Піаніст» — Павел Едельман                                                                                   |
| Найкраща робота художника-постановника Нагороду вручала Дженніфер Лопес                       | • «Чикаго» — Джон Мір і Ґордон Сім                                                                             |
| Найкраща робота художника-постановника Нагороду вручала Дженніфер Лопес                       | • «Фріда» — Феліпе Фернандез Дел Пасо і Ганія Робледо                                                          |
| Найкраща робота художника-постановника Нагороду вручала Дженніфер Лопес                       | • «Банди Нью-Йорка» — Данте Ферретті і Франческа Ло Скьяво                                                     |
| Найкраща робота художника-постановника Нагороду вручала Дженніфер Лопес                       | • «Володар перснів: Дві вежі» — Грант Мейджор і Ден Генна, Алан Лі                                             |
| Найкраща робота художника-постановника Нагороду вручала Дженніфер Лопес                       | • «Проклятий шлях» — Денніс Гасснер і Ненсі Гей                                                                |
| Найкращий дизайн костюмів Нагороду вручала Міра Сорвіно                                       | • «Чикаго» — Коллін Етвуд                                                                                      |
| Найкращий дизайн костюмів Нагороду вручала Міра Сорвіно                                       | • «Фріда» — Джулі Вейсс                                                                                        |
| Найкращий дизайн костюмів Нагороду вручала Міра Сорвіно                                       | • «Банди Нью-Йорка» — Сенді Пауелл                                                                             |
| Найкращий дизайн костюмів Нагороду вручала Міра Сорвіно                                       | • «Години» — Енн Рот                                                                                           |
| Найкращий дизайн костюмів Нагороду вручала Міра Сорвіно                                       | • «Піаніст» — Анна Б. Шеппард                                                                                  |
| Найкращий монтаж Нагороду вручала Джина Девіс                                                 | • «Чикаго» — Мартін Волш                                                                                       |
| Найкращий монтаж Нагороду вручала Джина Девіс                                                 | • «Банди Нью-Йорка» — Тельма Шунмейкер                                                                         |
| Найкращий монтаж Нагороду вручала Джина Девіс                                                 | • «Години» — Пітер Бойл                                                                                        |
| Найкращий монтаж Нагороду вручала Джина Девіс                                                 | • «Володар перснів: Дві вежі» — Майкл Гортон                                                                   |
| Найкращий монтаж Нагороду вручала Джина Девіс                                                 | • «Піаніст» — Ерве де Люс                                                                                      |
| Найкращий грим Нагороду вручала Ніа Вардалос                                                  | • «Фріда» — Джон Джексон, Беатріс Де Альба                                                                     |
| Найкращий грим Нагороду вручала Ніа Вардалос                                                  | • «Машина часу» — Джон М. Елліот мол., Барбара Лоренц                                                          |
| Найкращий звук Нагороду вручала Джуліанн Мур                                                  | • «Чикаго» — Майкл Мінклер, Домінік Тавелла, Девід Лі                                                          |
| Найкращий звук Нагороду вручала Джуліанн Мур                                                  | • «Банди Нью-Йорка» — Том Флейшман, Юджин Джирті, Іван Шеррок                                                  |
| Найкращий звук Нагороду вручала Джуліанн Мур                                                  | • «Володар перснів: Дві вежі» — Крістофер Бойс, Майкл Семанік, Майкл Геджес, Геммонд Пік                       |
| Найкращий звук Нагороду вручала Джуліанн Мур                                                  | • «Проклятий шлях» — Скотт Міллан, Боб Бімер, Джон Притчетт                                                    |
| Найкращий звук Нагороду вручала Джуліанн Мур                                                  | • «Людина-павук» — Кевін О'Коннелл, Грег П. Расселл, Ед Новік                                                  |
| Найкращий звуковий монтаж Нагороду вручала Джуліанн Мур                                       | • «Володар перснів: Дві вежі» — Ітан Ван дер Рін, Майк Гопкінс                                                 |
| Найкращий звуковий монтаж Нагороду вручала Джуліанн Мур                                       | • «Особлива думка» — Річард Гімнс, Гері Райдстром                                                              |
| Найкращий звуковий монтаж Нагороду вручала Джуліанн Мур                                       | • «Проклятий шлях» — Скотт Гекер                                                                               |
| Найкращі візуальні ефекти Нагороду вручав Кіану Рівз                                          | • «Володар перснів: Дві вежі» — Джим Рігель, Джо Леттері, Рендалл Вільям Кук, Алекс Функе                      |
| Найкращі візуальні ефекти Нагороду вручав Кіану Рівз                                          | • «Людина-павук» — Джон Дайкстра, Скотт Стокдік, Ентоні Ламолінара, Джон Фрезьєр                               |
| Найкращі візуальні ефекти Нагороду вручав Кіану Рівз                                          | • «Зоряні війни. Епізод II. Атака клонів» — Роб Коулмен, Пабло Гелман, Джон Нолл, Бен Сноу                     |
| Найкращий документальний повнометражний фільм Нагороду вручала Дайан Лейн                     | • «Боулінг для Колумбіни» (Bowling for Columbine) — Майкл Мур, Майкл Донован                                   |
| Найкращий документальний повнометражний фільм Нагороду вручала Дайан Лейн                     | • «Донька з Данангу» (Daughter from Danang) — Гейл Долгін, Вісенте Франко                                      |
| Найкращий документальний повнометражний фільм Нагороду вручала Дайан Лейн                     | • «Бранець раю» (Prisoner of Paradise) — Малкольм Кларк, Стюарт Сендер                                         |
| Найкращий документальний повнометражний фільм Нагороду вручала Дайан Лейн                     | • «Заворожений» (Spellbound) — Джеффрі Блітц, Шон Велш                                                         |
| Найкращий документальний повнометражний фільм Нагороду вручала Дайан Лейн                     | • «Птахи» (Le Peuple Migrateur) — Жак Перрен                                                                   |
| Найкращий документальний короткометражний фільм Нагороду вручав Джек Валенті                  | • «Вежі-близнюки» (Twin Towers) — Білл Гуттентаг, Роберт Девід Порт                                            |
| Найкращий документальний короткометражний фільм Нагороду вручав Джек Валенті                  | • «Колекціонер з Бедфорд-стріт» (The Collector of Bedford Street) — Еліс Елліотт                               |
| Найкращий документальний короткометражний фільм Нагороду вручав Джек Валенті                  | • «Часи великих: Спадщина Рози Паркс» (Mighty Times: The Legacy of Rosa Parks) — Роберт Гадсон, Роберт Г'юстон |
| Найкращий документальний короткометражний фільм Нагороду вручав Джек Валенті                  | • «Чому ми не можемо знову бути сім'єю?» (Why Can't We Be a Family Again?) — Роджер Вайсберг, Мюррей Носсел    |
| Найкращий анімаційний короткометражний фільм Нагороду вручали Дженніфер Гарнер і «Міккі-Маус» | • «Чаббчабби!» (The ChubbChubbs!) — Ерік Армстронґ                                                             |
| Найкращий анімаційний короткометражний фільм Нагороду вручали Дженніфер Гарнер і «Міккі-Маус» | • «Кафедральний собор» (Katedra) — Томек Багінські                                                             |
| Найкращий анімаційний короткометражний фільм Нагороду вручали Дженніфер Гарнер і «Міккі-Маус» | • «Скелі» (Das Rad) — Кріс Стеннер, Гейді Віттлінґер                                                           |
| Найкращий анімаційний короткометражний фільм Нагороду вручали Дженніфер Гарнер і «Міккі-Маус» | • «Нова машина Майка» (Mike's New Car) — Піт Доктер, Роджер Гулд                                               |
| Найкращий анімаційний короткометражний фільм Нагороду вручали Дженніфер Гарнер і «Міккі-Маус» | • «Голова-гора» (頭山) — Ямамура Кодзі                                                                         |
| Найкращий ігровий короткометражний фільм Нагороду вручала Дженніфер Гарнер                    | • «Цей привабливий чоловік» (Der er en yndig mand) — Мартін Странге-Гансен, Міе Андресен                       |
| Найкращий ігровий короткометражний фільм Нагороду вручала Дженніфер Гарнер                    | • «Помремо разом» (Fait D'Hiver) — Дірк Белієн, Анджа Делеманс                                                 |
| Найкращий ігровий короткометражний фільм Нагороду вручала Дженніфер Гарнер                    | • «Я буду наступним» (J'attendrai le suivant…) — Філіпп Орренді, Томас Гаудін                                  |
| Найкращий ігровий короткометражний фільм Нагороду вручала Дженніфер Гарнер                    | • «Собака» (Inja) — Стів Пасвольські, Джо Везерстоун                                                           |
| Найкращий ігровий короткометражний фільм Нагороду вручала Дженніфер Гарнер                    | • «Джонні Флайтон» (Johnny Flynton) — Лексі Олександр, Олександр Буоно                                         |

### Особлива нагорода
| Категорія                                                              | Лауреат |
| ---------------------------------------------------------------------- | --- |
| Премія за видатні заслуги у кінематографі Нагороду вручала Меріл Стріп | • «Пітеру О'Тулу — людині, надзвичайні таланти якої, дали історії кіно одних з найбільш незабутніх її персонажів» |